# (2890) Vilyujsk
(2890) Vilyujsk (1978 SY7; 1944 SC; 1956 EL; 1961 TR1; 1983 BP) ist ein ungefähr fünf Kilometer großer Asteroid des inneren Hauptgürtels, der am 26. September 1978 von der ukrainischen (damals: Sowjetunion) Astronomin Ljudmyla Schurawlowa am Krim-Observatorium (Zweigstelle Nautschnyj) auf der Halbinsel Krim (IAU-Code 095) entdeckt wurde.

## Benennung
(2890) Vilyujsk wurde anlässlich deren 350-jährigen Bestehens nach der Stadt Wiljuisk benannt, die in der damaligen Jakutischen Autonomen Sozialistischen Sowjetrepublik sowie heute im Wiljuiski ulus in Sacha im Föderationskreis Ferner Osten liegt.